# Механохімічна активація
Механохімічна активація (рос. механохимическая активация, англ. mechanochemical activation, нім. mechanochemische Aktivierung f) — зміна фізико-хімічних властивостей твердих тіл у процесі їх подрібнення, особливо тонкого подрібнення. Вперше виявлена в 1900 р. Ф. М. Флавицьким. Проявляється у збільшенні швидкості хімічних процесів, збільшенні реакційної здатності в розрахунку на одиницю поверхні.
Причинами М.а. вважається:
- — зменшення розмірів частинок, збільшення кривизни поверхні та збільшення внеску поверхневих шарів;
- — механічне порушення кристалічної структури поверхневих шарів твердих тіл і перехід їх у квазіаморфний метастабільний стан з підвищеною вільною енергією;
- — оголення нових поверхонь з утворенням на них нескомпенсованих валентностей — вільних радикалів. Такі поверхні активно реаґують з різними середовищами.

М.а. має місце в ряді природних процесів — при вивітрюванні, еоловому переміщенні піщаних мас, переміщенні гірських порід водою, при тектонічних процесах тощо. М.а. використовується в ряді технологій, наприклад, в технології приготування асфальтобетону (тонке подрібнення частини наповнювача для одержання т. зв. активатора — тонкої порошкової маси гірських порід), фізико-хімічних технологіях збагачення корисних копалин, ряді технологій переробки вугілля.